# ライムストーン郡 (テキサス州)
ライムストーン郡（ライムストーンぐん、英: Limestone County）は、アメリカ合衆国テキサス州の中央部に位置する郡である。2010年国勢調査での人口は23,384人であり、2000年の22,051人から6.0%増加した。郡庁所在地はグロースベック市（人口4,328人）であるが、同郡で人口最大の町はメヘイア（人口7,459人）である。郡名は郡内に多かった石灰石に因んで名付けられた。

## 歴史

### インディアン
テキサス州東部のインディアンは開拓者に友好的だったが、その後カイオワ族、アパッチ族、コマンチ族が地域内に侵入してきた。これらの部族は狩猟を行い、土地を耕し、商売もうまかった。ウィチタ族のタワコニ支族は州北部の出だったが、南の東テキサスに移住してきた。1843年からは、テキサス共和国やアメリカ合衆国と結んだ条約の相手がタワコニ支族だった。タワコニはテワカナとも呼ばれた。郡内にあるテワカナの町は元テワカナの集落があった場所にできた。ウェーコ族もウィチタ族の支族だった。

#### パーカー砦虐殺
テキサス州でインディアンによる最も悪質な略奪行為が1836年5月19日に、後にライムストーン郡となった領域で起こった。コマンチ族、カイオワ族、カド族、ウィチタ族の同盟軍が休戦の旗を掲げて密かにパーカー砦に接近した。このインディアンは砦を攻撃し、砦住人の大半を殺すか誘拐するかした。18人の開拓者がなんとかヒューストン砦に逃れた。パーカー砦で捕虜になったのは、エリザベス・ケロッグ、レイチェル・プラマーとその息子のジェイムズ・プラット・プラマー、ジョン・リチャード・パーカーとその妹のシンシア・アン・パーカーだった。シンシア・アン・パーカーは後にコマンチ族の酋長クアナ・パーカーの母になった。

### 開拓者
ライムストーン郡となった領域は、1825年にコアウイラ・イ・テハス州の議会が造ったヘイデン・ハリソン・エドワーズとロバートソン・コロニーの特許土地の一部であり、それぞれ800家族分だった。それぞれに入植できる家族の数を契約することでメキシコ政府は支配権を保とうとしていた。
バプテストの精神的指導者ダニエル・パーカーと他に8人の者達が、イリノイ州ラモットでピルグリム・プレデストリナリアン・レギュラー・バプテスト教会を組織した。その会員が1833年にテキサスのフロンティアに流れてきた。この集団の中に、サイラス・M・パーカー、モーゼス・ヘリン、エリシャ・アングリン、ルーサー・T・M・プラマー・デイビッド・フォーケンベリー、ジョシュア・ハドレー、サミュエル・フロストが居た。現在のライムストーン郡中央を流れるナバソタ川の近くにできたパーカー砦は、近隣では最初期の実際の開拓地になった。これに続いてその他の町が造られていった。

### 郡の成立と成長
ライムストーン郡は1846年4月11日に、ロバートソン郡から分離して設立された。同年8月18日には組織化された。スプリングフィールドが郡庁所在地になった。郡庁所在地は、郡領域が変更され、スプリングフィールドの郡庁舎が焼けた後の1873年にグロースベックに移動された。
農地を与えられた者達が自立できる農家や牧場主となり、野生生物を狩って食料を補っていた。農機具や家畜用道具の補修と維持のために周辺事業も育った。1860年の人口は4,537人だった。その中で3,464人は白人であり、1,072人は奴隷、1人だけが解放黒人女性だった。

### 南北戦争とレコンストラクション
南北戦争の開始前に、ライムストーン郡は住民投票を行い、525票対9票で合衆国からの脱退を承認し、アメリカ連合国のために戦う人員を送り出した。ロックリン・ジョンソン・ファラーが郡内最初の南軍中隊を立ち上げた。レコンストラクション時代は物騒になり、人種暴動や政府に対する恐喝があった。1871年10月9日には、エドマンド・J・デイビス州知事が郡内の戒厳令を宣言した。

### 南北戦後の発展
1869年、ヒューストン・アンド・テキサス・セントラル鉄道が郡内コス近くまでの路線を敷いた。コスの町名は鉄道会社の主任技師セオドア・コスに因んでいた。1903年、トリニティ・アンド・ブラゾスバレー鉄道がクリバーンからメヘイアまでの路線を敷いた。その沿線に幾つかの町ができた。
1877年、エドワード・コーク・チェンバーズがソーントン・インスティチュートを設立し、1881年にはソーントン男女インスティチュートとして認可された。この学校は学生に一種の寮を提供し、州内田園部に多くの教師を送り出した。1889年にヘンリー・P・デイビスがこの学校を取得し、1891年にソーントン独立教育学区に寄贈した。
1913年から1920年の間にメヘイアで石油ガスが発見された。これが職を生み、人口が3,482人から1922年の35,000人にまで急増した。メヘイアでも戒厳令を短期間布く必要性があった。世界恐慌の間に人口は減り始めた。第二次世界大戦の間にドイツ人戦争捕虜のキャンプとなったキャンプ・メヘイアが建設された。
公共事業促進局と市民保全部隊が世界恐慌の間の郡経済の落ち込みを緩和させた。市民保全部隊はフォートパーカー州立レクリエーション地域を建設した。公共事業促進局も郡内に多くの建物を建設した。

## 地理
アメリカ合衆国国勢調査局に拠れば、郡域全面積は933平方マイル (2,416 km2)であり、このうち陸地909平方マイル (2,354 km2)、水域は24平方マイル (62 km2)で水域率は2.60%である。

### 主要高規格道路
- アメリカ国道84号線
- テキサス州道7号線
- テキサス州道14号線
- テキサス州道164号線
- テキサス州道171号線

### 隣接する郡
- ナバロ郡 - 北
- フリーストーン郡 - 北東
- レオン郡 - 南東
- ロバートソン郡 - 南
- フォールズ郡 - 南西
- マクレナン郡 - 西
- ヒル郡 - 北西

## 人口動態
以下は2000年の国勢調査による人口統計データである。
| 基礎データ - 人口: 22,051人 - 世帯数: 7,906 世帯 - 家族数: 5,652 家族 - 人口密度: 9人/km2（24人/mi2） - 住居数: 9,725軒 - 住居密度: 4軒/km2（11軒/mi2） 人種別人口構成 - 白人: 70.75% - アフリカン・アメリカン: 19.07% - ネイティブ・アメリカン: 0.45% - アジア人: 0.12% - 太平洋諸島系: 0.01% - その他の人種: 8.10% - 混血: 1.49% - ヒスパニック・ラテン系: 12.97% 年齢別人口構成 - 18歳未満: 25.4% - 18-24歳: 9.1% - 25-44歳: 26.4% - 45-64歳: 22.7% - 65歳以上: 16.4% - 年齢の中央値: 37歳 - 性比（女性100人あたり男性の人口） - 総人口: 103.2 - 18歳以上: 100.8 | 世帯と家族（対世帯数） - 18歳未満の子供がいる: 32.0% - 結婚・同居している夫婦: 54.0% - 未婚・離婚・死別女性が世帯主: 13.5% - 非家族世帯: 28.5% - 単身世帯: 25.6% - 65歳以上の老人1人暮らし: 13.8% - 平均構成人数 - 世帯: 2.55人 - 家族: 3.04人 収入と家計 - 収入の中央値 - 世帯: 29,366米ドル - 家族: 36,924米ドル - 性別 - 男性: 28,069米ドル - 女性: 18,893米ドル - 人口1人あたり収入: 14,352米ドル - 貧困線以下 - 対人口: 17.8% - 対家族数: 14.4% - 18歳未満: 22.9% - 65歳以上: 15.0% |

## 都市と町
| - ベンハー、未編入の町 - クーリッジ - フォレストグレイド、未編入の町 | - グロースベック - 郡庁所在地 - コッセ - メヘイア | - プレーリーヒル、未編入の町 - テワカナ - ソーントン |

## 著名な住人
- アルフォンソ・スティール（1817年-1911年）、サンジャシントの戦いの生き残り、ケンタッキー州ハーディン郡生まれ、メヘイアで埋葬[37]
- アンナ・ニコル・スミス（1967年-2007年）、女優、メヘイアに短期間住んだ
- ドン・ザ・ビートコーマー（1907年-1989年）、レストラン経営者、郡内でアーネスト・レイモンド・ボーモント・ガントとして生まれた